# فليستشورن
فليستشورن (بالإنجليزية: Fletschhorn)‏ هو أحد جبال سلسلة جبال الألب بينيني وجزء من القمة الأم يقع في كانتون فاليز، سويسرا. يبلغ ارتفاع الجبل حوالي 3985 متر، بينما يبلغ ارتفاع نتوء الجبل 297 متر، وقد سجل أول وصول لقمة الجبل عام 1854.